# Madhuca palembanica
Madhuca palembanica är en tvåhjärtbladig växtart som först beskrevs av Friedrich Anton Wilhelm Miquel, och fick sitt nu gällande namn av Lewis Leonard Forman. Madhuca palembanica ingår i släktet Madhuca och familjen Sapotaceae. Inga underarter finns listade i Catalogue of Life.